# أطفال السماء (فلم)
أطفال السماء (بالفارسية: بچه‌های آسمان) فيلم إيراني إخراج مجيد مجيدي أنتج عام 1997, حصل على جائزة فينكس كريستال لأفضل فيلم في مهرجان الفجر 1375 الخامس عشر. وفي عام 1998 باعتباره واحدا من خمسة متسابقين رشح لجائزة كان وأوسكار أفضل فيلم أجنبي.

## روابط خارجية
- أطفال السماء على موقع IMDb (الإنجليزية)
- أطفال السماء على موقع ميتاكريتيك (الإنجليزية)
- أطفال السماء على موقع روتن توميتوز (الإنجليزية)
- أطفال السماء على موقع نتفليكس (الإنجليزية)
- أطفال السماء على موقع قاعدة بيانات الأفلام العربية
- أطفال السماء على موقع ألو سيني (الفرنسية)
- أطفال السماء على موقع Turner Classic Movies (الإنجليزية)
- أطفال السماء على موقع أول موفي (الإنجليزية)
- أطفال السماء على موقع بوكس أوفيس موجو (الإنجليزية)
- أطفال السماء على موقع فيلمافينيتي (الإسبانية)